# Boulsin (Boussouma)
Pour les articles homonymes, voir Boulsin.
Boulsin est une localité située dans le département de Boussouma de la province du Sandbondtenga dans la région Kuilsé au Burkina Faso.

## Géographie
Localité constituée de plusieurs centres d'habitation dispersés, Boulsin est situé à 7 km au nord-ouest de Fatin, à 10 km au nord-est de Boussouma, le chef-lieu du département, et à 15 km au sud-est du centre de Kaya, la principale ville de la région. Le village est à 6 km à l'ouest de Forgui et de la route nationale 15 reliant Kaya à Boulsa ainsi qu'à 5 km à l'est de la route nationale 3 reliant Kaya à Boussouma.

## Éducation et santé
Le centre de soins le plus proche de Boulsin est le centre de santé et de promotion sociale (CSPS) de Fatin tandis que le centre médical avec antenne chirurgicale (CMA) se trouve à Boussouma et que le centre hospitalier régional (CHR) est à Kaya.
Boulsin possède deux écoles primaires publiques (A et B).